# Très-Saint-Sacrement (Quebec)
Très-Saint-Sacrement es un municipio de parroquia de la provincia de Quebec, Canadá. Según el censo de 2016, tiene una población de 1,186 habitantes.
Es una de las ciudades pertenecientes al municipio regional de condado de Le Haut-Saint-Laurent y, a su vez, a la región de Vallée-du-Haut-Saint-Laurent en Montérégie.

## Geografía
El territorio de Très-Saint-Sacrement se encuentra ubicado entre los municipios de Sainte-Martine y Saint-Urbain-Premier al noreste, al oeste, Godmanchester y Huntingdon al noroeste, Saint-Chrysostome al sureste, Franklin al sur, Ormstown al oeste así como Saint-Louis-de-Gonzague y Saint-Étienne-de-Beauharnois al noroeste. Tiene una superficie total de 98,83 km².

## Política
Forma parte de las circunscripciones electorales de Huntingdon a nivel provincial y de Beauharnois-Salaberry a nivel federal.

## Demografía
Según el censo de 2016, hay 1186 personas residiendo en esta localidad con una densidad de población de 12,2  hab./km². Los datos del censo mostraron que de las 1155 personas censadas en 2011, en 2016 hubo un incremento de 31 habitantes (2,7 %). El número total de inmuebles particulares resultó de 498. El número total de viviendas particulares que se encontraban ocupadas por residentes habituales fue de 467.